# Christopher Fairbank
Christopher Fairbank (n. 4 octombrie 1953, Hertfordshire, Anglia, Regatul Unit) este un actor englez de film, scenă și televiziune. A interpretat rolul lui Moxey în serialul de comedie-dramă Auf Wiedersehen, Pet⁠(d).

## Cariera
Fairbank a avut un rol minor în Batman (1989), filmul lui Tim Burton, fiind unul dintre cei doi tâlhari care jefuiesc o familie. De asemenea, a fost omul de știință Mactilburgh în Al cincilea element, prizonierul Murphy în Alien 3 și Player Queen în Hamletul⁠(d) lui Franco Zeffirelli. A apărut în trilogia Gol! în rolul unui fan al echipei Newcastle United.
În 2010, a apărut în serialul Five Daughters⁠(d) și ca Alfred „Freddie” Lennon⁠(d) în filmul biografic Lennon Naked⁠(d).

## Filmografie

### Seriale
- Z-Cars (1978) – Man at Bus Stop
- The Professionals (1979) – Billy
- The Old Curiosity Shop (1979–1980) – Kit Nubbles
- Sapphire & Steel (1982) – Johnny Jack
- Auf Wiedersehen, Pet (1983–2004) – Albert Moxey
- Bergerac (1987) – Sydney Sterrat
- Casualty (1987) – Gerald Bryant
- Rockliffe's Babies (1988) – Dover
- The Bill (1989) – Charles
- Spender (1991) – Joe Phelan
- Sweating Bullets (1993) – Patrick
- Prime Suspect 3 (1993) (TV) – Chief Inspector David Lyall
- Lovejoy (1994) – Foxy Norris
- Crocodile Shoes (1994) – Alan Clark
- Space Precinct (1995) – Burl Flak
- Inspector Morse (1995) – George Daley
- Silent Witness (1997) – Chris Palmer
- Wokenwell (1997) – Stew Saunter
- Invasion: Earth (1998) – Wing Cmdr. Friday
- The Scarlet Pimpernel (1999) – Fumier
- In A Land of Plenty (2001) – Bob
- Paradise Heights (2002) – John Askins
- Spooks (2003) – Gordon Blaney
- The Rotters' Club (2005) – Roll-up Reg
- New Tricks (2006) – Tommy Gerrard
- The Line of Beauty (2006) – Barry Groom
- Five Days (2007) – DS Curling
- Diamond Geezer (2007) – Barry
- Midsomer Murders (2007) – Ronnie Tyler
- Never Better (2008) – Doug
- Ashes to Ashes (2008) – David Bonds
- Tess of the D'Urbervilles (2008) – Groby
- Merlin (2008) – Black Knight
- Law & Order: UK (2009) – Jeff McFadden
- Five Daughters (2010) – DCI John Quinton
- George Gently (episodul: "Gently with Class") (2012) – Billy Mallam
- Borgen (2013) – Vassily Andrejev
- Doctor Who (episodul: "Flatline") (2014) – Fenton
- Doc Martin series 6 episode 6 Martin Raynor (2014)
- Wolf Hall (2014) – Walter Cromwell
- Dickensian (2015) – Silas Wegg
- Taboo (2017) — Ibbotson
- Vera (sezonul 8, episodul 3: "Home") (2018) – Robert Naresby

### Filme
- Agatha (1979) – Luland
- Plenty (1985) – Spencer
- Batman (1989) – Nick
- Hamlet (1990) – Player Queen
- White Hunter Black Heart (1990) – Tom Harrison
- Alien 3 (1992) – Murphy
- The Fifth Element (1997) – Mactilburgh
- The Bunker (2001) – Sgt. Heydrich
- Below (2002) – Pappy
- Anazapta (2002) - Steward
- Goal! (2005) – Foghorn
- Wallace & Gromit: The Curse of the Were-Rabbit (2005)
- Flushed Away (2006) (voce) – Thimblenose Ted / Cockroach / Passerby
- Goal! III (2009) – Foghorn
- Pirates of the Caribbean: On Stranger Tides (2011) – Ezekiel
- Jack the Giant Slayer (2013) – Uncle
- Little Deaths (2014) – X
- Guardians of the Galaxy (2014) – The Broker
- Hercules (2014) - Gryza, leader of the Macedonian pirates
- Orthodox (2014) – Goldberg
- Dragonheart 3: The Sorcerer's Curse (2015) – Potter
- Lady Macbeth (2016) – Boris
- Papillon (2017) - Jean Castilli
- Pirates of the Caribbean: Dead Men Tell No Tales (2017) - Ezekiel
- Walk Like a Panther (2018) - Lesley Beck
- Viy 2: Journey to China (2019) - Grey
- The Show (2020) - Patsy Bleaker